# بيليانا باولوا ديميتروفا
بيليانا باولوا ديميتروفا (بالبلغارية: Биляна Павлова)‏ مواليد 20 يناير 1978 في بلغاريا، هي لاعبة كرة مضرب بلغارية سابقة بدأت مسيرتها كمحترفة سنة 1993 وكانت تلعب باليد اليمنى، اعتزلت اللعب في 2013. أعلى تصنيف لها في الفردي كان 490. أعلى تصنيف لها في الزوجي كان 301.

## روابط خارجية
- بيليانا باولوا ديميتروفا على موقع رابطة محترفات التنس (الإنجليزية)
- بيليانا باولوا ديميتروفا على موقع الاتحاد الدولي لكرة المضرب (الإنجليزية)
- بيليانا باولوا ديميتروفا على موقع كأس بيلي جين كينغ (الإنجليزية)
- بيليانا باولوا ديميتروفا على موقع خلاصة التنس.كوم (الإنجليزية)